# NGC 4079
NGC 4079 (również PGC 38240 lub UGC 7067) – galaktyka spiralna (Sbc), znajdująca się w gwiazdozbiorze Panny. Odkrył ją John Herschel 15 kwietnia 1828 roku.